# Cheyenne (Wyoming)
Cheyenne è la capitale e più popolosa città dello Stato del Wyoming, e capoluogo della contea di Laramie. È la città principale dell'area metropolitana di Cheyenne, che comprende tutta la contea di Laramie. L'area metropolitana, al censimento del 2010, contava una popolazione di 91 738 abitanti, ossia la 354ª area metropolitana più popolosa degli Stati Uniti d'America, mentre la popolazione della sola città era di 63 957 abitanti. Cheyenne è l'estremo settentrionale del vasto Front Range Urban Corridor che si estende da Cheyenne a Pueblo, Colorado lungo la catena montuosa del Front Range, e che aveva una popolazione di 5 055 344 abitanti secondo il censimento del 2020. Cheyenne si trova sul Crow Creek e sul Dry Creek.

## Geografia fisica

### Territorio
Secondo lo United States Census Bureau, Cheyenne si sviluppa su un'area complessiva di 24,63 mi² (63,79 km²). Situata nei pressi dell'angolo sud-orientale dello stato, Cheyenne è una delle capitali di stato meno centrali della nazione (insieme a città come Carson City, Juneau e Topeka).

### Clima
Cheyenne, come la maggior parte del resto del Wyoming, possiede un clima semi-arido, e fa parte della zona Hardiness USDA 5b, ma alcuni sobborghi rientrano nella zona 5a. Gli inverni sono freddi, moderatamente lunghi, ma relativamente secchi, con una media di dicembre di −1,8 °C. Le temperatura della località si abbassano sotto lo zero, mediamente per 35 giorni all'anno fino a −17,8 °C, temperatura rilevata mediamente per 9,2 giorni all'anno. Tuttavia, il freddo è spesso interrotto, dal chinook, un vento tiepido che scende verso il basso dalle Montagne Rocciose in grado di alzare le temperature massime sopra i 10 °C, per almeno venti giorni all'anno, da dicembre a febbraio.
Le precipitazioni nevose sono maggiori in marzo e aprile, con una media stagionale di 1500 mm, storicamente dai 330 mm registrati tra luglio 1965 e giugno 1966 fino ai 12190 mm, registrati tra il luglio 1979 e il giugno 1980, anche se una spessa coltre di neve ha vita breve. Le estati sono calde, con una elevata escursione termica. Luglio segna una temperatura media di 20,8 °C, mentre le massime raggiungono almeno i 32,2 °C, per dodici pomeriggi all'anno. La primavera e l'autunno sono transizioni rapide. Mediamente la possibilità che le temperature scendano sotto lo zero si situano tra il 29 settembre ed il 14 maggio, consentendo una stagione invernale di almeno di 106 giorni. Sono state registrate estremi di temperatura che variano dai −38,9 °C del 9 gennaio 1875, fino ai 37,8 °C del 23 giugno 1954. La massima più fredda misurata di giorno è di −29,4 °C dell'11 gennaio 1963, mentre, al contrario, la minima più calda è stata misurata in 20 °C, avvenuta il 31 luglio 1960. Le precipitazioni annuali di 15,9 pollici (400 mm tendono a concentrarsi dal mese di maggio al mese di agosto, scarse nel corso dell'autunno e dell'inverno. Storicamente si va dai 128 del 1876 ai 602 mm del 1942.
L'umidità relativa giornaliera della città si assesta su una media del 60%, ricevendo in media 2 980 ore (~67% del totale possibile) di sole all'anno. Il 16 luglio 1979 un tornado di categoria F3 colpì Cheyenne causando un morto e 40 feriti. Fu il tornado più distruttivo nella storia del Wyoming.

## Storia
Il 5 luglio 1867 il generale Grenville M. Dodge e il suo gruppo d'ispezione giunsero nel sito ora conosciuto come Cheyenne nel Territorio del Dakota, più tardi parte del Territorio del Wyoming. Questo fu scelto come punto in cui la Union Pacific Railroad attraversò il Crow Creek, un affluente del fiume South Platte. Il nome alla città non fu conferito dal generale, come affermano le sue memorie, ma piuttosto da amici che lo hanno accompagnato nell'area chiamata dallo stesso Dodge "Crow Creek Crossing". Prende il nome dai Cheyenne, una delle più famose e importanti tribù delle Grandi Pianure strettamente alleate con gli Arapaho. Questo fu l'ultimo avvistamento confermato del territorio ora racchiuso nel "favoloso Wyoming".
La costruzione della Union Pacific Railroad portò speranze di prosperità nella regione quando raggiunse Cheyenne il 13 novembre 1867. La popolazione all'epoca contava oltre 4 000 abitanti e crebbe rapidamente. Questa rapida crescita fece guadagnare alla città il soprannome di "città magica delle pianure".
Nel 1867 fu fondato il forte D. A. Russell, a 4,82 km ad ovest della città, successivamente rinominato Francis E. Warren Air Force Base. Il Campidoglio fu costruito tra il 1886 e il 1890, con ulteriori miglioramenti in corso di completamento nel 1917.
La Wyoming Stock Growers Association si incontrò al The Cheyenne Club, che presumibilmente fungeva da governo provvisorio per il territorio. Molte delle regole e dei regolamenti della WSGA divennero leggi statali.
L'Aeroporto Regionale di Cheyenne venne inaugurato nel 1920, inizialmente come scalo per la posta aerea. Ben presto si sviluppò in un aeroporto civile-militare, principalmente servito da DC-3 e diversi mezzi militari. Durante la seconda guerra mondiale, centinaia di B-17, B-24 e PBY furono equipaggiati e migliorati nell'aerodromo. Oggi, serve una serie di funzioni militari, oltre a un banco di prova in alta quota per gli aerei civili.

## Società

### Evoluzione demografica e composizione etnica
Secondo il censimento del 2010, la popolazione era di 59 466 abitanti, la cui composizione etnica della città era formata dall'87,4% di bianchi, il 2,9% di afroamericani, l'1,0% di nativi americani, l'1,2% di asiatici, lo 0,2% di oceaniani, il 4,0% di altre etnie e il 3,3% di due o più etnie. Gli ispanici, o latinos, di qualunque etnia erano il 14,5% della popolazione.

## Amministrazione

### Gemellaggi
- Bismarck;
- Hammam Sousse;
- Lourdes;
- Taichung;
- Voghera;
- Waimea